# Въпрос на време
„Въпрос на време“ (на английски: About Time) е британска романтична комедия от 2013 г.
Разказва за млад мъж, който пътува във времето с цел да подобри бъдещето си. Сценарист и режисьор е Ричард Къртис, а главните роли се изпълняват от Донал Глийсън, Рейчъл Макадамс и Бил Най. Филмът е показан за пръв път на 27 юни 2013 г. на филмовия фестивал в Единбург, а съответно на 7 септември и 1 ноември същата година излиза по кината във Великобритания и Съединените щати.

## В България
На 18 октомври 2013 г. филмът е пуснат по кината в разпространение от Форум Филм България. На 24 февруари 2014 г. е издаден на DVD и Blu-Ray от А Плюс Филмс. На 31 октомври 2017 г. филмът е излъчен премиерно по bTV Cinema с български дублаж, записан в студио VMS. На 20 юни 2024 г. филмът е излъчен отново по Кино Нова с втори дублаж.